# Pigmalion in Galateja (Girodet)
Pigmalion in Galateja je slika olje na platnu francoskega slikarja Anne-Louis Girodet de Roussy-Triosona. Predstavlja mit o Pigmalionu in Galateji, kot ga pripoveduje Ovid v Metamorfozah. Lika Pigmalion in Galateja sta prikazana s Kupidom, bogom poželenja. Girodet je delo začel leta 1813, vendar je za dokončanje potreboval šest let.
Slogovno ima delo tako elemente neoklasicizma kot romantike. Zdaj je v zbirki Louvra.

## Ozadje
Pigmalion in Galateja izvira iz konca Girodetove kariere, ko je bil že znana osebnost.
Časovnica njegovih prizadevanj pri ustvarjanju Pigmaliona in Galateje je dokumentirana v vrsti pisem iz let 1812 do 1819. Dolgo obdobje razvoja je izhajalo iz kombinacije dejavnikov, vključno s težavami pri iskanju modelov, smrtjo Girodetovega zakonitega skrbnika Triosona in Girodetovo boleznijo leta 1817.

## Analiza
Delo je postavljeno v Pigmalionovo hišo. Slika prikazuje trenutek, ko Galateja prvič oživi, ko se spremeni iz nežive snovi v meso. Svetloba in dim iz kadila, ki gori ob nogah obeh figur, ustvarjata atmosfero skrivnosti, ki poudari čarobnost Galatejinega ustvarjanja.

### Galateja
Girodet je Galatejo opisal kot »zelo svetlolaso žensko, popolnoma na svetlobi«. Galateja je popolnoma gola. Njen obraz in rožnata lica spominjajo na obraz novorojenčka, kar potrjuje idejo, da prizor predstavlja trenutek njenega rojstva. Girodet je posvečal veliko pozornost upodobitvi mesa na svojih slikah in ta skrb za kožo je prispevala k težavam, s katerimi se je srečeval pri izbiri modelov.

### Pigmalion
Pigmalion je prikazan v rdeči obleki. Na vrhu njegove glave sedi krona iz pasjih vrtnic, privezanih z belim trakom. Na obrazu Pigmaliona Girodet ujame občudovanje in nejevero, ko vidi, da njegova skulptura oživi. Obrazna mimika je prisotna tudi v Girodetovi upodobitvi Oresta v Srečanju Hermione in Oresta.

### Kupid (Eros)
Kupid ali Eros povezuje obe figuri. Kupid, namerno postavljen v središče slike s kodrastimi lasmi, uporablja svoje roke, da združi Pigmaliona in njegovo stvaritev. Kupid ima nagajiv izraz, v skladu s svojo tradicionalno predstavo. Podoben je Zefirju v Girodetovem zgodnejšem delu Endimionov sen.

## Naročilo
Sliko je naročil italijanski mecen Giovanni Battista Sommariva, ki je želel delo v poklon italijanskemu kiparju Antoniu Canovi (1757–1822). Sommariva je po invaziji avstrijskih čet na Milano pobegnil v Francijo. Ko se je pozneje vrnil v Italijo, je med letoma 1800 in 1802 postal navidezni diktator Milana.
Sommariva je začel živeti v Parizu leta 1806, potem ko mu je Napoleon odvzel naslov in uvedel novega vladarja, Conte Francesco Melzi e' Eril. Prav ta dogodek je utrdil njegovo vlogo v umetnosti in ga pripeljal do naročil različnih slik in kipov. Največ svoje pozornosti je posvetil delom v neoklasicističnem slogu, veliko ljubezen pa je imel tudi do del, ki prikazujejo mitološke osebe. Druga naročila Sommarive so vključevala sliko Kupid in Psihe Jacquesa-Louisa Davida.
Slika Pigmalion in Galateja je bila prvič razstavljena na Salonu leta 1819.

## Vplivi
Medtem ko je bil v Rimu, je Girodet črpal navdih iz renesančne umetnosti. Največji vpliv je imel Michelangelo, zlasti njegovo Stvarjenje Adama, ki je oblikovalo Girodetov pristop k človeški obliki. To je očitno, če pogledamo muskulaturo in podrobnosti tako v Girodetovih delih kot v Stvarjenju Adama.